# HMS Hood (1920)
HMS Hood was een slagkruiser van de Royal Navy. Het was een van de vier Admiral klasse slagkruisers die halverwege 1916 waren besteld naar aanleiding van het Emergency War Programme. Hoewel het ontwerp drastisch werd herzien na de Zeeslag bij Jutland, was het duidelijk dat ook het aangepaste ontwerp grote beperkingen kende.
Dit gegeven - en het feit dat de in aanbouw zijnde Duitse slagkruisers waarschijnlijk niet afgebouwd zouden worden - gaf de doorslag in het besluit de bouw van de zusterschepen stop te zetten. Hierdoor was de Hood de laatste Britse slagkruiser die voltooid werd tijdens de Eerste Wereldoorlog. Het schip is vernoemd naar de achttiende-eeuwse admiraal Samuel Hood.

## Bouw
Op 1 september 1916 begon de bouw op de werf van John Brown & Company in Clydebank, Schotland. Als gevolg van het verlies van drie slagkruisers in de Slag bij Jutland werd het schip voorzien van 5000 ton aan extra bepantsering, die meer bescherming moest bieden tegen 15 inch (381 mm) granaten. Op papier was het schip nu het eerste snelle slagschip, omdat de Hood een verbetering was van de revolutionaire Queen Elizabeth klasse slagschepen. Het feit dat in officiële Royal Navy documenten uit die tijd vaak elk slagschip dat een snelheid had van meer dan 24 knopen als een slagkruiser werd bestempeld, zorgde voor de nodige verwarring. Hierbij werd geen rekening gehouden met de dikte van de bepantsering.
Toen het in dienst werd gesteld was ze het grootste schip van de Britse vloot. De Hood was veel langer dan enig ander Brits oorlogsschip en slechts iets kleiner dan het grootste Britse slagschip aller tijden, HMS Vanguard, dat pas in 1946 in de vaart kwam.
De veranderingen werden echter gehaast en onvolledig doorgevoerd. Alleen de voorste cordietmagazijnen werden onder de munitiemagzijnen geplaatst, omdat cordietexplosies de oorzaak waren van het verlies van de slagkruisers van de Royal Navy bij Jutland. De combinatie van de dek- en gordelbepantsering bood geen volledige bescherming tegen steil inslaande granaten. Het grootste probleem was dat het dekpantser ontoereikend was; het was verdeeld over drie dekken en moest ervoor zorgen dat inslaande granaten op het bovenste dek zouden exploderen, en de daarbij vrijkomend energie werd geabsorbeerd door de twee andere dekken.
Tegen het einde van de Eerste Wereldoorlog was de ontwikkeling van traagheidsontstekingen dusdanig gevorderd dat deze bepantseringstechniek minder effectief was geworden. Nu konden granaten gemakkelijker door zwakkere dekken dringen en diep in het binnenste van het schip exploderen. Bovendien was de bepantsering veel zwaarder geworden dan oorspronkelijk voorzien, waardoor HMS Hood dieper in het water kwam te liggen en de romp zwaarder werd belast. Er werd rekening gehouden met de sloop van het schip. De naoorlogse economische situatie liet niet toe om een nieuw schip te bouwen.
De bouw van de zusterschepen Anson, Howe en Rodney werd in maart 1917 gestaakt, maar het werk aan de Hood vond daarentegen wel gewoon doorgang. Dit had twee redenen. Ten eerste werden de Duitse schepen waar deze klasse een antwoord op was nooit afgebouwd. Ten tweede waren de tekortkomingen van de bepantsering en de ontwerpfouten inmiddels duidelijk. Een nieuw ontwerp zou hierin geen verandering brengen. In plaats daarvan werden een aantal ontwerpstudies uitgevoerd die uitmondden in het N3 slagschip en de G3 slagkruiser (die overigens niet werden gebouwd - een herzien ontwerp leidde wel tot de bouw van de Nelson klasse slagschepen).
Het schip werd op 22 augustus 1918 gedoopt door de weduwe van admiraal Sir Horace Hood, die was gesneuveld bij Jutland en die een ver familielid was van de beroemde Lord Hood naar wie het schip was genoemd. Na de aftimmering en de proefvaarten werd het schip op 15 mei 1920 in dienst gesteld. De eerste commandant was kapitein Wilfred Tomkinson en onder zijn commando werd de Hood het vlaggenschip van de Britse Atlantic Fleet.

## Interbellum

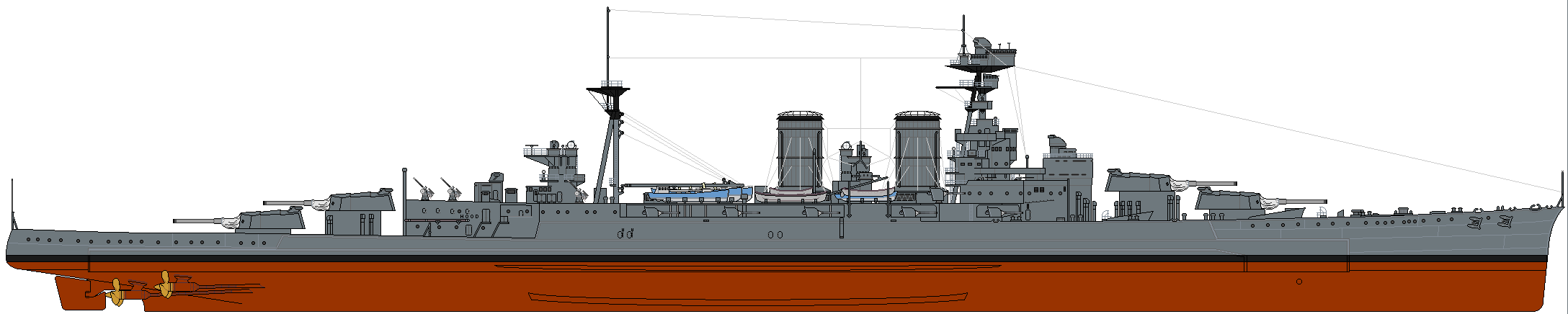
Profieltekening van de Hood zoals het was in 1921, in Atlantic Fleet donkergrijs

Tijdens het interbellum was de Hood het grootste oorlogsschip ter wereld en toentertijd had de Britse bevolking een grote affiniteit met de Royal Navy. Iedereen kende de Mighty Hood zoals het schip werd genoemd. Vanwege deze faam was de slagkruiser vaak op weg voor buitenlands vlagvertoon. In 1931 was de bemanning betrokken bij de Muiterij van Invergordon.
Van 17 mei 1929 tot 16 juni 1930 werd het schip gemoderniseerd. De eerstvolgende modernisering stond gepland voor 1941 en moest het schip gelijkwaardig maken aan de slagschepen uit de Eerste Wereldoorlog die inmiddels waren gemoderniseerd. Vanwege zijn status van vlaggenschip werden de onderhoudsbeurten echter telkens uitgesteld en aan het eind van de jaren 1930 verkeerde het schip in een slechte staat. Door het uitbreken van de Tweede Wereldoorlog werd het werfonderhoud uitgesteld en dit had tot gevolg dat het schip niet meer in staat was tot hoge vaart.

## Tweede Wereldoorlog
De Hood maakte vanaf juli 1936 deel uit van de Mediterranean Fleet. Vanaf juni 1939 behoorde de Hood tot de slagvloot van de Home Fleet in Scapa Flow. Toen later dat jaar de oorlog uitbrak patrouilleerde het vooral in de omgeving van IJsland en de Faeröer om konvooien te beschermen en Duitse hulpkruisers te onderscheppen die wilden doorbreken naar de Atlantische Oceaan. In september 1939 werd de Hood geraakt door een vliegtuigbom van 250 kg die echter weinig averij veroorzaakte. Als vlaggenschip van Force H nam het in juli 1940 deel aan Operation Catapult, waarbij de Franse vloot werd uitgeschakeld. In augustus werd de Hood weer ingedeeld bij de slagvloot en hervatte hij de patrouilles tegen de Duitse hulpkruisers. Van 13 januari tot 18 maart 1941 vond een modernisering plaats in Rosyth. Zelfs daarna verkeerde het schip in slechte staat. De dreiging van de grote Duitse oorlogsschepen was dusdanig ernstig dat een langer werfonderhoud was uitgesloten en bovendien de slagschepen van de King George V-klasse nog niet allemaal operationeel waren.
Toen de Bismarck in mei van dat jaar uitvoer, vertrok de Hood onder commando van admiraal Holland. Samen met de nieuwe Prince of Wales, moest het schip voorkomen dat de Duitse schepen konden uitbreken naar de Atlantische Oceaan en Geallieerde konvooien konden aanvallen. Op 24 mei onderschepten Hollands schepen de Bismarck en de zware kruiser Prinz Eugen, in de Straat Denemarken.

### Slag in de Straat van Denemarken
De Slag in de Straat van Denemarken op 24 mei 1941 liep voor de Hood fataal af. De Hood viel eerst de Prinz Eugen aan in plaats van de Bismarck. Toen de Duitse schepen de positie van de Hood ontdekten, werd het schip getroffen door een 8 inch (204 mm) granaat van de Prinz Eugen die op het sloependek explodeerde. Dit had tot gevolg dat de 4 inch (102 mm) ammunitie en de ongeleide UP-raketten vlam vatten. Dit veroorzaakte een brand die de slagkruiser fataal zou worden. Kort daarna verlegde de Prinz Eugen het vuur naar de Prince of Wales. Dit geschiedde op bevel van een semafoorbericht van de Bismarck. Om ongeveer 6.00 uur, juist toen de Hood aan het draaien was om al zijn kanonnen in stelling te brengen, ontstond er nabij de hoofdmast een steekvlam, die direct werd gevolgd door een explosie en het schip in tweeën brak. Het achterschip zonk snel, en het voorschip zonk rechtstandig. Van de 1418 bemanningsleden overleefden er slechts drie, die twee uur later werden gered door de torpedobootjager HMS Electra. De scheepsbel van de Hood werd in 2015 weer boven water gehaald.
Het dramatische verlies van het symbool van de Britse macht op zee was voor veel Britten een grote schok. Daarna werd alles op alles gezet om de Bismarck en de Prinz Eugen uit te schakelen. De Prinz Eugen ontsnapte, maar de Bismarck werd al op 27 mei 1941 tot zinken gebracht.